# Departamento Juárez Celman
Juárez Celman es un departamento ubicado en la provincia de Córdoba (Argentina).
Para los fines catastrales el departamento se divide en 4 pedanías: Carlota, Carnerillo, Chucul y Reducción.

## Formación política
Hasta 1888, Juárez Celman formó parte del antiguo y vasto departamento Río Cuarto. El 23 de julio de ese año fue sancionada la ley por la cual se dividió el extenso territorio riocuartense en tres departamentos, entre los que se encontraba Juárez Celman.
Juntamente con la creación de este departamento, fue designada como cabecera departamental la actual ciudad de La Carlota.
En la actualidad, el departamento Juárez Celman posee 8.902 km², lo que representa el 5,38% del total provincial.

## Economía
Juárez Celman, al igual que los departamentos situados en la llanura pampeana, tiene su economía asociada a la producción del campo y a las industrias complementarias.
Las existencias ganaderas alcanzan valores muy significativos en el contexto provincial.
La agricultura es otro de los motores de la economía, basta con observar la participación de Juárez Celman en el contexto provincial para comprender el potencial de este sector.
Además, Juárez Celman aporta más del 45% del total provincial en la producción de maní, ya que en este departamento se encuentran las principales plantas de procesamiento.
Otro de los puntales de la economía departamental es el complejo aceitero, que procesan toneladas y toneladas de granos.
La presencia de tambos y de establecimientos de procesamiento de leche es otra de las características de la economía departamental.

## Pedanías
El departamento se divide en 4 pedanías:
- Carlota
- Carnerillo
- Chucul
- Reducción

## Localidades y gobiernos locales
El departamento comprende 17 gobiernos locales, cuyos ejidos municipales no son colindantes y por tanto no ocupan la totalidad del territorio departamental. 
Se encuentran categorizados en 13 municipios:
- Alejandro Roca
- Bengolea
- Carnerillo
- Charras
- General Cabrera
- General Deheza
- Huanchilla
- La Carlota
- Los Cisnes
- Olaeta
- Reducción
- Santa Eufemia
- Ucacha

Y 4 comunas:
- Assunta
- El Rastreador
- Pacheco de Melo
- Paso del Durazno

## Demografía
Al igual que muchas jurisdicciones de la pampa cordobesa, Juárez Celman experimentó un retroceso durante el período 1947-1960, después de la gran afluencia de los inmigrantes. Este proceso está asocidado básicamente al fuerte proceso industrial de las ciudades que necesitaban imperiosamente mano de obra, como así también la búsqueda de mejores horizontes educativos para los hijos de los inmigrantes, que partieron hacia las ciudades con universidades.

### Estructura
Según el censo 2022 la población total del departamento es de 68 631 personas, repartidas en 
34 743 mujeres y 33 888 hombres, con un índice de masculinidad de 97,5 hombres por cada 100 mujeres. 
La edad mediana de la población es de 33 años (34 años entre las mujeres y 32 años entre los hombres).
El 12,5% de la población tiene más de 65 años (frente al 11,7% en 2010), y el 2,8% de la población tiene más de 80 años (frente al 2,7% en 2010)

### Salud y educación
El 69,2% de la población tiene al menos un tipo de cobertura de salud. 
Unas 21 229 personas asisten a algún tipo de establecimiento educativo de cualquier nivel y unas 8 375 personas tienen un título terciario o superior (19,0% sobre el total de la población instruida). La tasa de alfabetización es del 99,8

### Migraciones
De las personas residentes en el departamento, unas 8 305 (12,1% del total de población) nacieron en otra provincia, y unas  509 (0,7% del total de población) lo hicieron fuera del país, siendo los grupos de inmigrantes más numerosos los provenientes de:
- Bolivia: 140 personas
- Paraguay: 85 personas
- Chile: 59 personas
- Venezuela: 25 personas
- Perú: 23 personas

### Hogares
En el departamento hay un total de 28 023 viviendas  y 24 974 hogares. 
En cuanto al régimen de tenencia y regularidad de la propiedad de las viviendas, el 60,0% es propia, el 23,7% es alquilada, el 9,2% es cedida o prestada, y el resto se encuentra en otra situación.
Sobre el total de hogares, 22 910 (91,7% del total) tienen acceso a red pública de agua corriente, 13 387 (53,6% del total) tienen desagüe y descarga a red pública cloacal, 13 860 (55,5% del total) tienen acceso a red pública de gas, y 19 792 (79,2% del total) tienen acceso a red de internet en la vivienda. 

### Sismicidad
La sismicidad de la región de Córdoba es frecuente y de intensidad baja, y un silencio sísmico de terremotos medios a graves cada 30 años en áreas aleatorias. Sus últimas expresiones se produjeron:
- 22 de septiembre de 1908 (116 años), a las 17.00 UTC-3, con 6,5 Richter, escala de Mercalli VII; ubicación 30°30′0″S 64°30′0″O / -30.50000, -64.50000; profundidad: 100 km; produjo daños en Deán Funes, Cruz del Eje y Soto, provincia de Córdoba, y en el sur de las provincias de Santiago del Estero, La Rioja y Catamarca[24]

- 16 de enero de 1947 (78 años), a las 2.37 UTC-3, con una magnitud aproximadamente de 5,5 en la escala de Richter (terremoto de Córdoba de 1947)[23]

- 28 de marzo de 1955 (70 años), a las 6.20 UTC-3 con 6,9 Richter: además de la gravedad física del fenómeno se unió el desconocimiento absoluto de la población a estos eventos recurrentes (terremoto de Villa Giardino de 1955)

- 7 de septiembre de 2004 (20 años), a las 8.53 UTC-3 con 4,1 Richter

- 25 de diciembre de 2009 (15 años), a las 21.42 UTC-3 con 4,0 Richter